# مقبرة حتبت

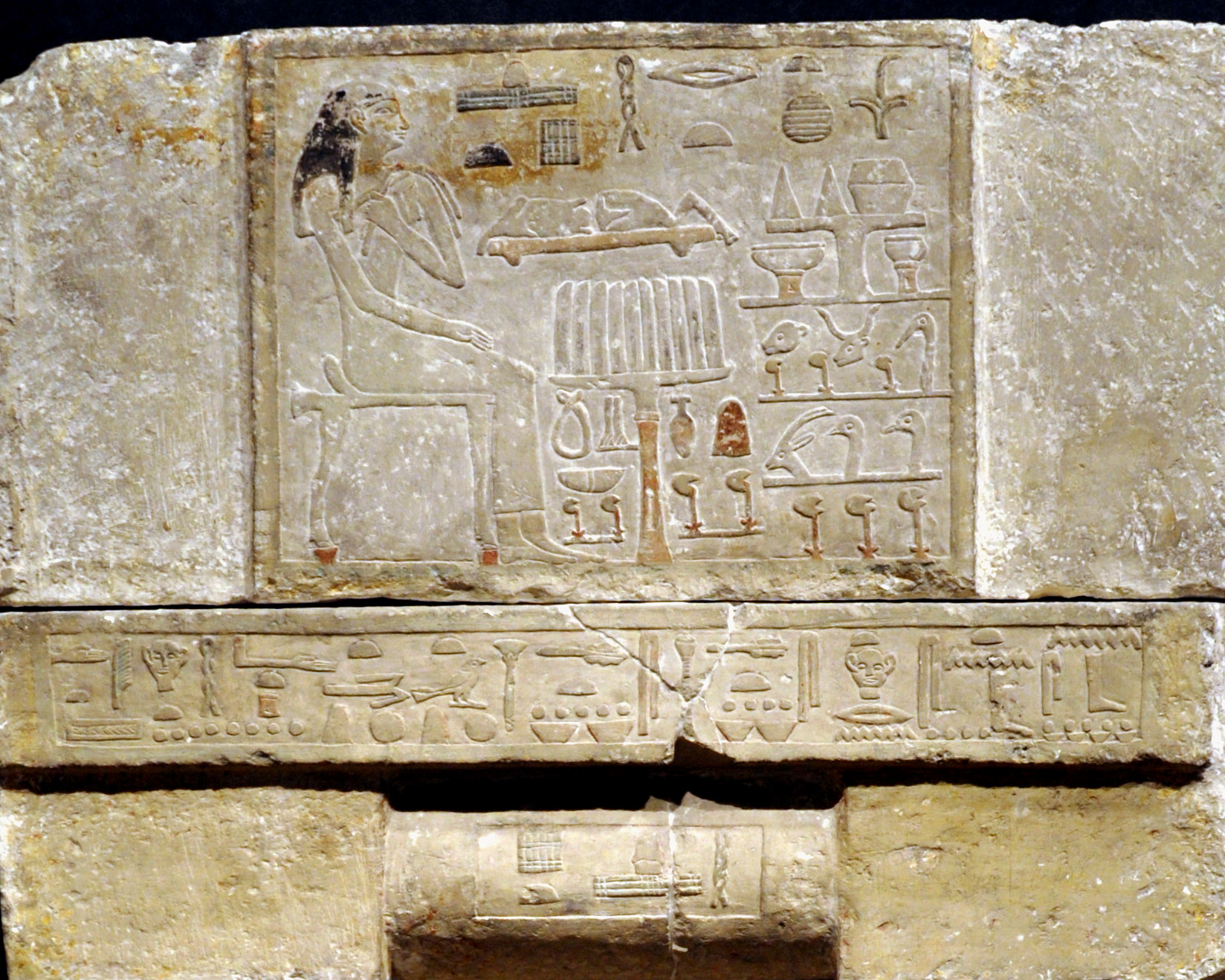
لوحةحجرية فوق باب زائف من مقبرة «حتبت» (في متحف ليبيغ هاوس، فرانكفورت.)

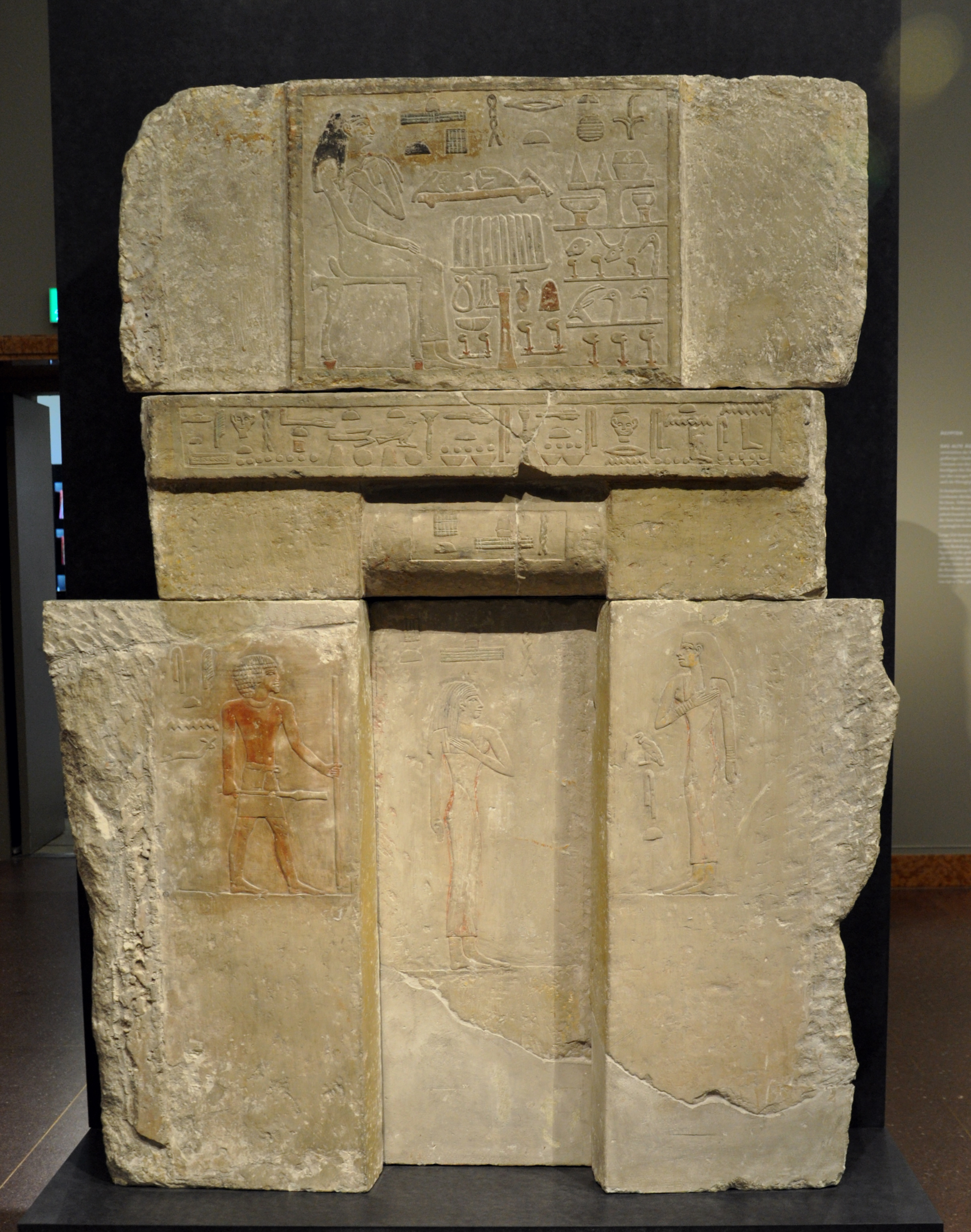
الباب الزائف من مقبرة حتبت ، موجودة في متحف ليبينغهاوس (Liebieghaus).

مقبرة حتبت Tomb of Hetpet هي مقبرة يبلغ عمرها 4.400 سنة لأحد الكاهنات القديمة من النساء في مصر القديمة. أكتشفت مقبرة الكاهنة «حتبت» في عام 1909 حيث عثر عليها الباحث «كارل ماريا كاوفمان» في الجيزة. ، في منطقة قريبة من أهرامات الجيزة.
مبنية في هيئة مصطبة. كثير من أحجارها المنحوتة الملونة أخذت منها ووضعت في متحف برلين المصري وفي «متحف ليبيغ هاوس» في فرانكفورت بألمانيا.
أعي اكتشاف المقبرة خلال عمليات تنقيب قامت بها السلطات المصرية في عام 2017. ووجد أن غرفة العبادة في المقبرة لا تزال تحتفظ بما فيها من نحوتات ورسومات ملونة، وتبدو حتبت فيها كإمرأة ذات مرتبة عالية. وقام فريق من مجلة «ناسيونال جيوغرافيك» بزيارة المقبرة مؤخرا في 5 فبراير 2018.
وقد عُرفت الكاهنة «حتبت» من قبل حيث كان أول عثور على مقبرتها في عام 1909. 
كانت حتبت كاهنة كبيرة للإلهة هاتور 
, عاشت خلال الأسرة الخامسة في عصر الدولة القديمة، أي بعد بناء أهرامات الجيزة بوقت قصير؛ حيث بنيت الأهرامات خلال الأسرة الرابعة. وكانت في نفس الوقت تدير شؤون المراعي الملكية.
لا تزال عائلة حتبت غير معروفة. وعثر على اسم أبيها إلا أنها غير واضح تماما ويبدو أن اسمه «نيف»؛ كما أنه لا يوجد في المقبرة أي دليل على أنها كانت متزوجة.